# 通信・放送の在り方に関する懇談会
通信・放送の在り方に関する懇談会（つうしん・ほうそうのありかたにかんするこんだんかい）は、竹中平蔵総務大臣のもと総務省に設けられた、通信と放送の融合時代における情報通信政策の在り方を幅広く討議するための懇談会。
なお、総務大臣の私的懇談会として開催されるもので、国家行政組織法上の審議会ではない。

## 沿革
2005年12月27日に総務省から開催されることが報道発表された。
2006年1月より開催され、6月に最終報告書がまとめられた。

## 構成員
- 久保利英明 （弁護士）
- 菅谷実 （慶應義塾大学教授）
- 林敏彦（スタンフォード日本センター理事長）
- 古川享 （元マイクロソフト株式会社会長）
- 松原聡 （東洋大学教授）（座長）
- 宮崎哲弥 （評論家）
- 村井純 （慶應義塾大学教授）
- 村上輝康 （野村総合研究所理事長）

## 検討項目
- 国民の視点から見た通信・放送の問題点
- いわゆる通信と放送の融合・連携の実現に向けた問題点
- それらの問題が生じる原因
- 通信・放送及びいわゆる融合・連携のあるべき姿
- 望ましい行政の対応のあり方

## 波及事件
- 2006年6月6日、最終報告書の中で、NHK-FM放送の廃止が提案された。このことに、先ず、音楽業界を中心に非難が巻き起こり[1]、その後、当時の与党からも、それは視聴者の理解が得られないと、同廃止の反対を主張し、最終的には総務省がこの主張に歩み寄り、同月22日、当時の政府・与党が、NHK改革やNTT再編を柱とする通信・放送改革の方向性について合意した際に、NHK-FMは廃止しないとのコメントを発表したことにより[2]、この件は落着した。